# Canton (Connecticut)
Canton város az USA Connecticut államában, Hartford megyében. Lakosainak száma 10 124 fő (2020. április 1.).

## Népesség
A település népességének változása:

| 2010 | 10 292 |
| 2020 | 10 124 |